# Marblemount
Marblemount est un census-designated place (CDP) situé dans le Comté de Skagit dans l'État de Washington aux États-Unis. Lors du recensement démographique américain de 2000, la population atteignait 251 personnes et était comprise dans la zone métropolitaine statistique de Mount Vernon-Anacortes.

## Géographie
Marblemount est située dans le nord de l'État de Washington, juste à l'entrée occidentale du parc national des North Cascades. Elle est ainsi située sur le flanc ouest de la chaîne montagneuse des North Cascades, à proximité du fleuve Skagit.

## Démographie
Selon le recensement de 2000, sur les 261 habitants de Marblemount, on retrouvait 93 ménages et 59 familles. La densité de population était de 41 habitants par km² et la densité d’habitations (124 au total) était de 20 habitations par km². La population était composée de 94,02 % de blancs, de 1,99 % d'Amérindiens et de 0,4 % d’afro-américains.
32,30 % des ménages avaient des enfants de moins de 18 ans, 46,2 % étaient des couples mariés. 31,1 % de la population avait moins de 18 ans, 5,6 % entre 18 et 24 ans, 25,5 % entre 25 et 44 ans, 27,9 % entre 45 et 64 ans et 10,0 % au-dessus de 65 ans. L’âge moyen était de 37 ans. La proportion de femmes était de 100 pour 116 hommes.
Le revenu moyen d’un ménage était de 25 156 $.

## Bâtiments remarquables
- Backus-Marblemount Ranger Station House No. 1009
- Backus-Marblemount Ranger Station House No. 1010